# Hartford (Kentucky)
Hartford es una ciudad ubicada en el condado de Ohio en el estado estadounidense de Kentucky. En el Censo de 2010 tenía una población de 2672 habitantes y una densidad poblacional de 386,97 personas por km².

## Geografía
Hartford se encuentra ubicada en las coordenadas 37°26′56″N 86°53′31″O / 37.44889, -86.89194. Según la Oficina del Censo de los Estados Unidos, Hartford tiene una superficie total de 6.9 km², de la cual 6.85 km² corresponden a tierra firme y (0.75%) 0.05 km² es agua.

## Demografía
Según el censo de 2010, había 2672 personas residiendo en Hartford. La densidad de población era de 386,97 hab./km². De los 2672 habitantes, Hartford estaba compuesto por el 94.57% blancos, el 1.83% eran afroamericanos, el 0.22% eran amerindios, el 0.19% eran asiáticos, el 0.04% eran isleños del Pacífico, el 1.46% eran de otras razas y el 1.68% pertenecían a dos o más razas. Del total de la población el 3.63% eran hispanos o latinos de cualquier raza.